# کفش تخت باله

کفش باله

کفش تخت باله یا تخت باله (به انگلیسی: Ballet flat) کفش‌های زنانه برای پوشیدن روزمره هستند که شبیه کفش‌های باله زنانه هستند، با یک پاشنه بسیار نازک یا ظاهر بدون پاشنه. این سبک گاهی اوقات دارای یک نوار اتصال مانند نوار در اطراف قسمت‌های پایین دمپایی است و ممکن است در قسمت جلویی قسمت جلوی ومپ (جعبه انگشتان پا) جمع شود و گاهی اوقات یک نوار رشته‌ای تزئینی و کوچک داشته باشد. دمپایی‌های باله را می‌توان با استفاده از این نوار رشته‌ای به پای فرد استفاده‌کننده تنظیم و محکم کرد.
کفش‌های باله به ویژه برای خانم‌ها و دختران در هر سنی محبوب هستند، که به عنوان یک مد استفاده می‌شود و به عنوان یک گزینه راحت تر برای کفش پاشنه بلند، از لباس راحتی تا لباس رسمی و همه چیز از جمله شلوار جین، شلوارک، دامن، لباس، شورت، و ساق بند. نه همه، بلکه تعدادی از مدارس به عنوان بخشی از الزامات یکنواخت، تخت‌های باله را مجاز می‌دانند و بسیاری از گروه‌های مدرسه به عنوان بخشی از لباس برای اجرای نمایش، به تخته‌های باله سیاه مشکی احتیاج دارند.

## تاریخچه
تخت باله حداقل از قرن شانزدهم میلادی وجود داشت است، زمانی که مردان کفش مشابهی می‌پوشیدند که در آن زمان به عنوان پمپی یا کفش مجلسی شناخته می‌شد. در قرون وسطی تخت‌های باله هم در زنان و هم در مردان محبوب بود. بعد از اینکه کاترین دی مدیچی درخواست کرد که کفاش ۵ سانتی‌متر (۲ اینچ) به کفش عروسی وی اضافه کند، تخت باله در قرن ۱۷ و ۱۸ از مد افتاد. پس از آنکه ماری آنتوانت با یک جفت پاشنه بلند به سمت گیوتین رفت، کفش پاشنه بلند به سرعت از مد خارج شد. کفش‌های کاربردی - صندل، چکمه و کفش تخت - در قرن نوزدهم غالب بود. کفش‌های باله هنگامی که آدری هپبورن آنها را با شلوار سیگاری (لوله تفنگی) در «چهره خنده دار» در سال ۱۹۵۷ پوشید، دوباره مد شد.
در سال ۱۹۴۷، رز رپتو اولین تخته باله خود را برای پسرش، رقصنده و طراح رقص معروف رولند پیت دوخت. هنگامی که بریژیت باردو بازیگر زن این کفش‌ها را پوشید، کفش‌های باله محبوبیت زیادی پیدا کردند و به روند مد بازگشتند. همچنین اغلب از آنها به عنوان پمپ‌های باله یا کفش ورزشی باله یاد می‌شود و برای استفاده در فضای باز، با استفاده از انواع پارچه‌ها و معمولاً با کفی لاستیکی، طراحی شده‌اند.